# Jana Počtová
Jana Počtová (* 30. července 1980, Praha) je česká režisérka, dokumentaristka a scenáristka.

## Život
Studovala Katedru divadelních, filmových a mediálních studií na Univerzitě Palackého. Poté přešla na Katedru dokumentární tvorby na FAMU. Během studií absolvovala zahraniční stáž v Paříži na Université Paris 8.
Dlouhodobě pracovala na několika filmových festivalech – MFF Karlovy Vary, Jeden svět či AFO Olomouc. Spolupracovala s nadací Člověk v tísni na projektu o dcerách politických vězňů „Dcery 50. let", anebo na projektu Česko-Německého fondu budoucnosti „Živá paměť" pro německou vládu, kde sbírala výpovědi lidí nuceně nasazených za 2. sv. války a lidí, kteří přežili koncentrační tábory. S Českou televizí spolupracovala na cyklech: Příběhy slavných, Cestománie, Na cestě, Generace 0, Vesnicopis (autor námětu), Celnice, Magazín Q nebo Kultura.cz. Dále také např. na hraných seriálech jako Vyprávěj, Mazalové či První republika.

## Dílo
Z její autorské tvorby je možné jmenovat filmy Eshq (2004), dokumentární portrét 4 afghánských žen, tematicky se dotýkající lásky, partnerských vztahů a kulturních odlišností. Dále divadelně ‐ filmový projekt Vostodvacet (2005), kde je 8 osob uzavřených na několik dnů v malém prostoru a snaží si vytvořit vlastní tvůrčí prostor, sběrný dlouhometrážní dokument o multikulturním stánku Prahy Palác Akropolis, Akráč (2008), nebo Oči tygra (2011), příběh malé boxerské tělocvičny, ve které se náš přední rómský boxér Stanislav Tišer snaží pomocí boxu stáhnout děti ulice od drog ke sportu.
Velkého ohlasu došel její celovečerní dokumentární film Generace Singles (2011), kde reflektovala svobodné a nezávislé lidi, kteří nemají potřebu se realizovat v páru. V roce 2011 se stal tento film 2. nejúspěšnějším dokumentem roku, obdržel Cenu spolku kinařů, cenu na festivalu Finále Plzeň, uveden byl v soutěži na MFDF Jihlava a účastnil se také řady zahraničních festivalů. Jana Počtová dále pokračovala celovečerním dokumentárním filmem Sněhová pole Ivana Hartla (2012), který reflektuje dva odlišné životy Ivana Hartla, celovečerním portrétem tragicky zesnulého předního českého dokumentaristy Pavla Kouteckého s názvem Fragmenty PK (2013) a filmem Yo-Yo means Yes Yes (2014), dokumentárním filmem o české YO-YO scéně.
V roce 2017 byl do kin uveden její celovečerní dokumentární film Nerodič, který reflektuje rodičovství a partnerství dneška. Film získal Cenu Poroty České soutěže v rámci festivalu dokumentárních snímků Jeden svět 2018.
V roce 2022 byl v její režii a ve spolupráci s Českou televizí odvysílán dokument Tornádo - rok poté zabývající se situací rok po tornádu na Moravě.